# Jean Cruppi

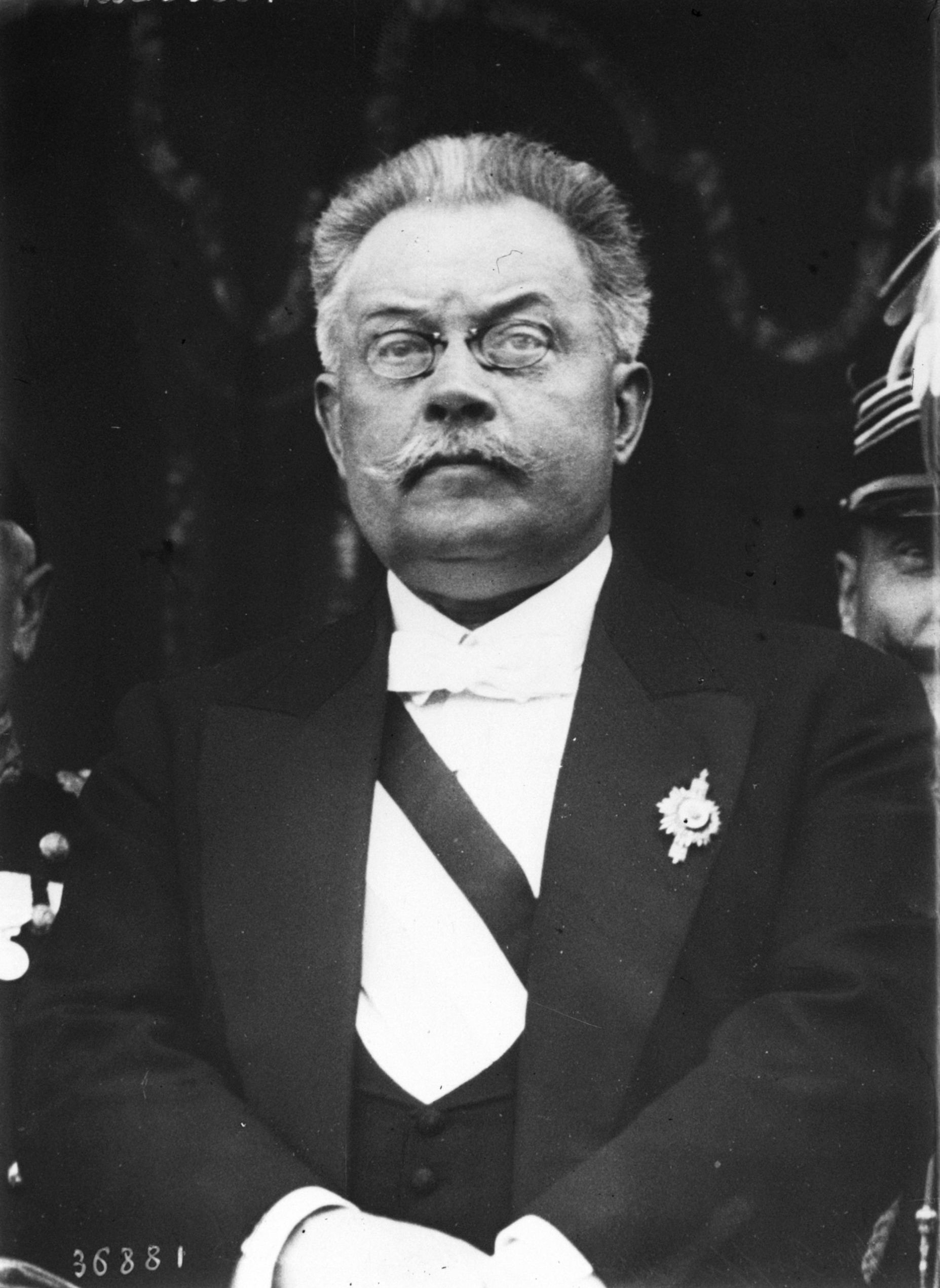
Jean Cruppi 1914

Jean Charles Marie Cruppi (* 22. Mai 1855 in Toulouse; † 16. Oktober 1933 in Fontainebleau) war ein französischer Politiker in der Zeit der Dritten Französischen Republik. Er war Ehemann der Schriftstellerin Louise Cruppi (1862–1925).

## Leben
Cruppi studierte Rechtswissenschaften und wurde Anwalt am Appellationsgericht von Paris. Später wurde er Generalanwalt am Appellationsgericht und am Kassationshof. Seine politische Laufbahn begann mit seiner Wahl in den Generalrat des Départements Haute-Garonne. Im Mai 1898 wurde Cruppi für den dritten Wahlkreis von Toulouse in die Nationalversammlung gewählt. Von Januar 1908 bis Juli 1909 bekleidete er das Amt des Ministers für Handel und Industrie in der Regierung Georges Clemenceaus. Im März 1911 wurde er als Außenminister in das Kabinett Ernest Monis’ berufen. Er schickte eine Expedition nach Fès, die zur Zweiten Marokkokrise und schließlich der Errichtung des französischen Protektorats in Marokko führte. Nach dem Rücktritt der Regierung Monis leitete bis Januar 1912 Cruppi das Justizministerium.

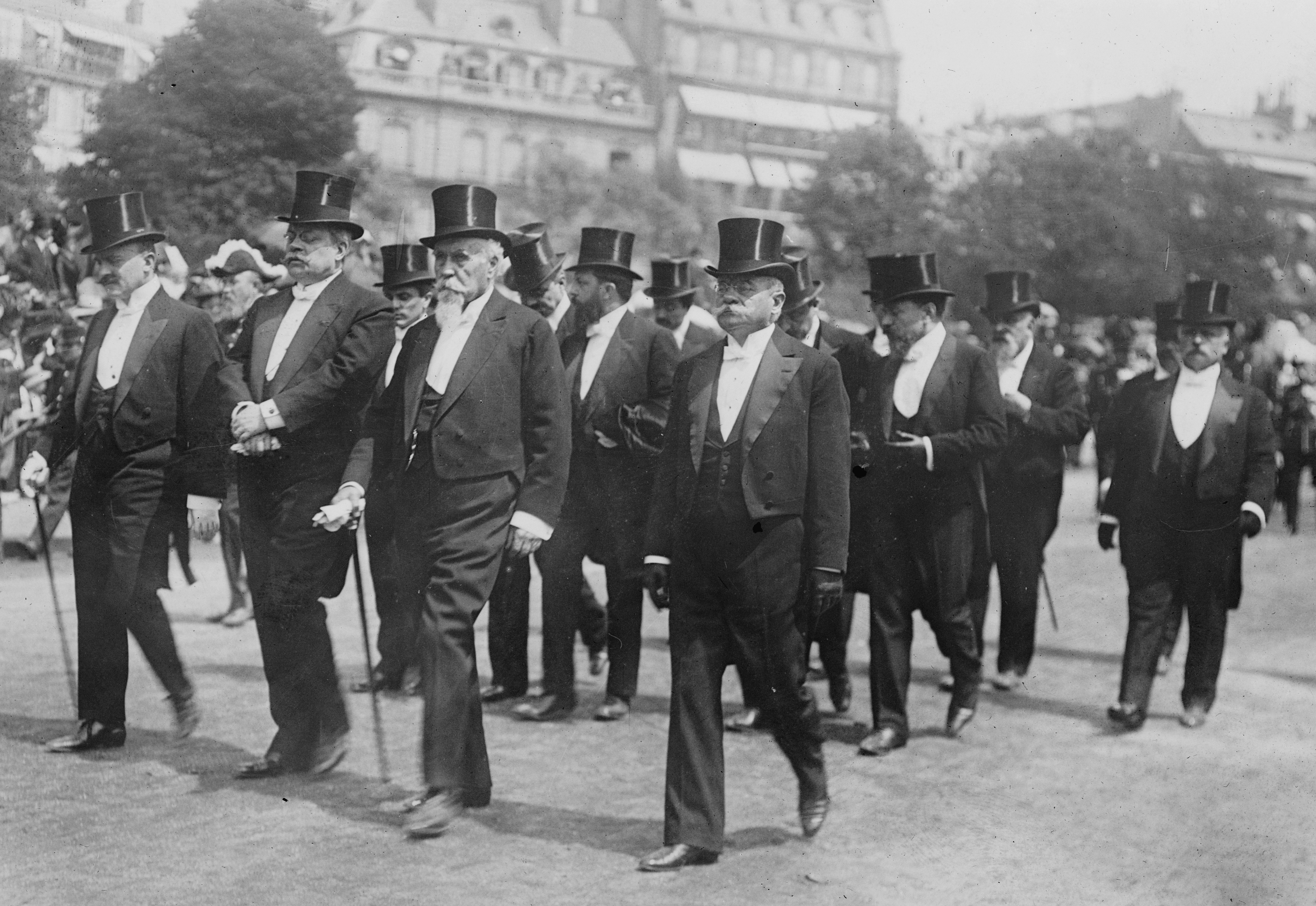
Joseph Caillaux, Jean Cruppi, Antoine Perrier und Théophile Delcassé bei der Beerdigung von Maurice Berteaux, Mai 1911.

Bei den Wahlen zur Nationalversammlung vom November 1919 konnte er sich nicht durchsetzen und verlor seinen Sitz im Parlament. Zwei Monate später wurde er in den Senat gewählt, trat aber zu den Neuwahlen 1924 nicht mehr an.
Cruppi war verheiratet mit der Künstlerin Louise, geb. Cremieux. Das Paar hatte fünf Kinder, darunter Jean Cruppi, dem Maurice Ravel den 2. Satz seines Klavierstücks Le Tombeau de Couperin widmete. Seine Tochter Amélie war mit dem Bildhauer Paul Landowski verheiratet; aus dieser Ehe ging der Komponist Marcel Landowski hervor.

## Werke
- Un avocat journaliste au XVIIe siècle, Linguet. Paris 1895.
- La Cour d'assises. Paris 1898.
- Pour l'expansion économique de la France, 19 mois au ministère du commerce et de l'industrie. Paris 1910.
- Le Père Ange, duc de Joyeuse, maréchal de France et capucin. Paris 1928.